# Îles de Zélande
Les îles de Zélande (en néerlandais : Zeeuwse Eilanden) sont constituées des îles situées dans le delta Rhin-Meuse-Escaut dans le sud-ouest des Pays-Bas, dans la province de Zélande.

## Situation
Pendant des siècles, ces îles n'ont été accessibles que par bateau. Depuis la construction de nombreux barrages dans le cadre du plan Delta, toutes les îles ont été reliées au continent et aucune n'est plus à proprement parler une île, si ce n'est que, puisque l'Yssel de Gueldre est un effluent du Rhin et que les deltas du Rhin et de la Meuse sont reliés entre eux, les deux provinces de Hollande et une bonne partie des provinces adjacentes sont techniquement « une île » entourée par ces cours d'eau.
Il s'agit des (anciennes) îles de :
- Beveland-du-Nord (Noord-Beveland)
- Beveland-du-Sud (Zuid-Beveland)
- Schouwen-Duiveland
- Sint Philipsland
- Tholen
- Walcheren